# This Is Only the Beginning
This Is Only the Beginning är en demoskiva släppt av det finska rockbandet HIM 1995, enbart i Finland. Det är ursprungligen två demoskivor som slagits ihop till en. Ville Valo sjunger, spelar bas och trummor medan Mikko Lindström spelar gitarr.

## Låtlista
Skiva 1
1. "Serpent Ride"
2. "Borellus"
3. "The Heartless"

Skiva 2
1. "Stigmata Diaboli"
2. "Wicked Game" (Chris Isaak-cover)
3. "The Phantom Gate"